# Shipping News
Shipping News est un groupe de post-rock américain. Le groupe se sépare en 2012 après la mort de Jason Noble.

## Biographie
Le groupe s'est formé à l'automne 1996 quand Jason Noble et Jeff Mueller, tous deux ex-membres du groupe Rodan, composent pour l'émission This American Life de la station de radio publique WBEZ, basée à Chicago. Le groupe prend son nom d'un roman d'E. Annie Proulx. Kyle Crabtree est recruté plus tard comme batteur pour compléter la formation. C'est seulement en 2004 que Todd Crook, ancien membre de Parlour, The For Carnation et de la reformation de Slint est recruté comme bassiste. 
Leur premier album studio, Save Everything, est publié en 1996 au label Quarterstick Records. Le style musical du groupe est similaire à celui de leurs prédécesseurs basés à Louisville, dans le Kentucky, comme Slint, Rodan, ou June of 44, l'ancien groupe de Mueller. Après un premier split, Shipping News and The Metroschifter split release (1998), ils publient trois ans plus tard, leur deuxième album studio Very Soon, and in Pleasant Company en 2001.
Jason Noble décède le 4 août 2012 d'un cancer à l'âge de 40 ans,, ce qui signe la séparation du groupe. 

## Discographie
- 1996 : Save Everything (Quarterstick Records)
- 1998 : Shipping News and The Metroschifter split release (Initial Records)
- 2001 : Very Soon, and in Pleasant Company (Quarterstick Records)
- 2003 : Three-Four (Quarterstick Records)
- 2005 : Flies the Fields (Quarterstick Records)
- 2010 : One Less Heartless to Fear (Noise Pollution Records/Karate Body Records)